# Смычок (заказник)
Смычок — ландшафтный заказник Беларуси площадью в 2635 га. Расположен в районе впадения реки Березина в Днепр. Основная часть располагается в Жлобинском районе, небольшая территория на юго-западе находится в пределах Речицкого района.

## Описание

### Территория и расположение
Заказник был учреждён 27 сентября 2000 года с целью сохранения в естественном состоянии уникальных биотопов с популяциями редких и исчезающих видов растений и животных, занесённых в Красную книгу Беларуси.
Площадь заказника составляет 2635 га, его естественными границами на востоке, юге и западе являются реки Березина и Днепр. В заказнике насчитывается 24 старичных озера, крупнейшими являются Проров и Плотичное площадью по 20 га. Основным типом растительности в заказнике являются луга, встречаются также леса, в том числе пойменные дубравы.

## Туризм
В 2008 году в заказнике открыли экотропу «Барвинка». В 2014 году из бюджета было выделено полмиллиарда рублей на строительство и реконструкцию объектов инфраструктуры в заказниках «Выдрица» и «Смычок», чтобы увеличить привлекательность заказника для экотуризма. В рамках проекта ООН по устойчивому управлению лесными и водно-болотными экосистемами «Вэтландс» в 2017—2022 годах планировалось увеличить площадь заказника вдвое. В 2020-м началась разработка 15-километрового водного экологического маршрута «Днепра-Бярэзінскі смык на шляху з варагаў у грэкі».
На землях заказника, у деревни Нижняя Олба (Верхнеолбянский сельсовет, Жлобинский район), имеется археологический памятник — поселение первобытнообщинного периода. Относится к днепро-донецкой культуре нового каменного века — неолита (V — III тысячелетия до н. э.). В ходе раскопок найдены предметы из кремня, фрагменты лепной глиняной посуды, в том числе с орнаментом.